# Pseudotyphistes
Genre
Synonymes
- Antronetes Millidge, 1991
- Acanthocymbium Ott & Lise, 1997

Pseudotyphistes est un genre d'araignées aranéomorphes de la famille des Linyphiidae.

## Distribution
Les espèces de ce genre se rencontrent en Amérique du Sud.

## Liste des espèces
Selon World Spider Catalog (version 24, 21/07/2023) :
- Pseudotyphistes biriva Rodrigues & Ott, 2007
- Pseudotyphistes cambara (Ott & Lise, 1997)
- Pseudotyphistes cristatus (Ott & Lise, 1997)
- Pseudotyphistes deinceps Cajade, 2023
- Pseudotyphistes ludibundus (Keyserling, 1886)
- Pseudotyphistes pallidus (Millidge, 1991)
- Pseudotyphistes pennatus Brignoli, 1972
- Pseudotyphistes vulpiscaudatus (Ott & Lise, 1997)

## Systématique et taxinomie
Ce genre a été décrit par Brignoli en 1972 dans les Micryphantidae. Il est placé dans les Linyphiidae par Platnick et Levi en 1973.
Antronetes et Acanthocymbium ont été placés en synonymie par Miller en 2007.

## Publication originale
- Brignoli, 1972 : « Sur quelques araignées cavernicoles d'Argentine, Uruguay, Brésil et Venezuela récoltées par le Dr P. Strinati (Arachnida, Araneae). » Revue suisse de Zoologie, vol. 79, p. 361-385 (texte intégral).